# Fabrique de l'acteur excentrique
La Fabrique de l'acteur excentrique (en russe : Фабрика эксцентрического актёра (ФЭКС), Fabrika EKScentriceskogo aktëra, acronyme FEKS) est un collectif d'avant-garde soviétique, actif dans le domaine théâtral puis cinématographique, fondé en 1921 à Petrograd (actuellement Saint-Pétersbourg).

## Historique
La Fabrique de l'acteur excentrique est fondée par Grigori Kozintsev, Sergueï Ioutkevitch, Leonid Trauberg et Georgi Kryjitski à Petrograd en 1921 et est active jusqu'en 1931. Plus qu'une école, c'est un collectif d'artistes dont le but était d'anéantir l'art bourgeois par le biais d'arts folkloriques non académiques comme le cirque, le cabaret et même le carnaval. Aussi bien les acteurs, par leur jeu outrancier incluant la pantomime, la caricature et des clowneries, que le travail de montage et l'utilisation d'effets spéciaux (trucages) y participeront. Ce collectif de personnalités donnera au cinéma soviétique une stupéfiante originalité dont s'inspireront les grands réalisateurs européens et annoncera l'expressionnisme allemand.
Le modèle contraignant d'un « art pour les masses » mettra un terme à la Fabrique.

## Personnalités issues de la FEKS
- Sergueï Guerassimov
- Elena Kouzmina
- Ianina Jeïmo
- Nadejda Kocheverova
- Alexeï Kapler

## Films issus de la mouvance FEKS
- 1924 : Les Aventures d'Octobrine
- 1925 : Les Michkas contre Ioudenitch
- 1926 : La Roue du diable
- 1926 : Le Manteau
- 1927 : Le Petit Frère
- 1927 : La Jeune Fille au carton à chapeau
- 1927 : SVD : L’Union pour la grande cause
- 1929 : La Nouvelle Babylone
- 1931 : La Seule

### Films documentaires
En 2003, Oleg Albertovitch Kovalev a réalisé FEKS, un documentaire d'une durée de 39 minutes et produit par Lenfilm. Des extraits de La Roue du diable, Le Manteau, SVD : L’Union pour la grande cause et La Seule, tous films de la Fabrique de l'acteur excentrique y sont visibles.